# Guzmania 'Colombian Gold'
Guzmania ‘Colombian Gold’, littéralement, « Or colombien », est un cultivar hybride du genre Guzmania dans la famille des Bromeliaceae. Il est issu de l'hybridation entre Guzmania lingulata et Guzmania sanguinea.